# Škeblice asijská
Škeblice asijská či škeble asijská (Sinanodonta woodiana) je velký druh sladkovodního mlže z čeledi velevrubovití, jehož domovinou jsou řeky východní Asie. Těžiště přirozeného výskytu se nachází v povodí řek Amur a Jang-c’-ťiang, kde škeblice představují dominantní druh mezi velkými mlži. Lastura je elipsovitého až skoro kulatého tvaru o délce až 25 cm. Barva povrchu lastury se liší podle lokace, nejčastěji bývá černošedá s odstíny hnědé, zelené či tmavě fialové barvy. Vnitřní části lastury jsou narůžovělé. Živí se řasami a bakteriemi, které přefiltrovává z vody. Škeblice jsou odděleného pohlaví. Rozmnožují se tak, že samec vypustí spermie do vodního sloupce a samice nasaje spermie do sebe. Vajíčka jsou oplozena v žaberních lupenech samice, odkud jsou po dozrání vypuštěna jako larvy (glochidia) do vody, kde se přichytí na hostitele (rybu), na němž parazitují po dobu cca 4–10 dní, než se vyvinou do juvenilního stadia škeble. Rozmnožují se již v druhém roce života, mohou se dožít až 15 let.  
Druh se na přelomu 50. a 60. let 20. století rozšířil do řady zemí Evropy, střední Ameriky a jihovýchodní Asie, kde se stal úspěšným invazivním druhem. K rozšíření patrně došlo ve formě glochidií přichycených na importovaných chovných rybách z východní Asie. V Česku byla škeblice asijská poprvé zaznamenána v roce 1996, od té doby se rozšířila do mnoha českých a moravských povodí. V místech postižených invazí škeblic dochází ke konkurenci s původními druhy velkých mlžů, a to jak ve stadiu glochidií, tak v dospělém stadiu. V krajních případech může dojít k úplnému nahrazení místní populace škeblí tímto invazivním druhem. 
Vzhledem k tomu, že se jedná o hostitelského generalistu s vysokou biotopovou tolerancí, rychlým růstem i rozmnožovacím cyklem, jedná se o nebezpečný invazní druh, který může potenciálně způsobit rozsáhlé hospodářské škody i poškození ekosystémů. 

## Taxonomie
Druh popsal americký koncholog Isaac Lea v roce 1834. Škeblice se řadí do řádu tzv. velkých mlžů (Unionida), konkrétně to čeledi velevrubovití (Unionidae) a rodu Sinanodonta. Rod Sinanodonta sdružuje několik druhů velkých mlžů s původním areálem rozšíření ve východní Asii.
Z taxonomického hlediska je škeblice asijská druhový komplex, tzn. zahrnuje řadu geneticky odlišných linií, které jsou však z morfologického hlediska od sebe k nerozeznání (jedná se o tzv. kryptické druhy). Podle neúplných genetických dat z roku 2018 se v rámci druhového komplexu škeblice nachází nejméně 8 druhů (nepočítaje v tom linie z Japonska). Zmatek do taxonomické situace kolem škeblice dodávají i desítky taxonů (druhů a poddruhů), které byly v průběhu let popsány a časem synonymizovány se škeblicí asijskou.

## Popis

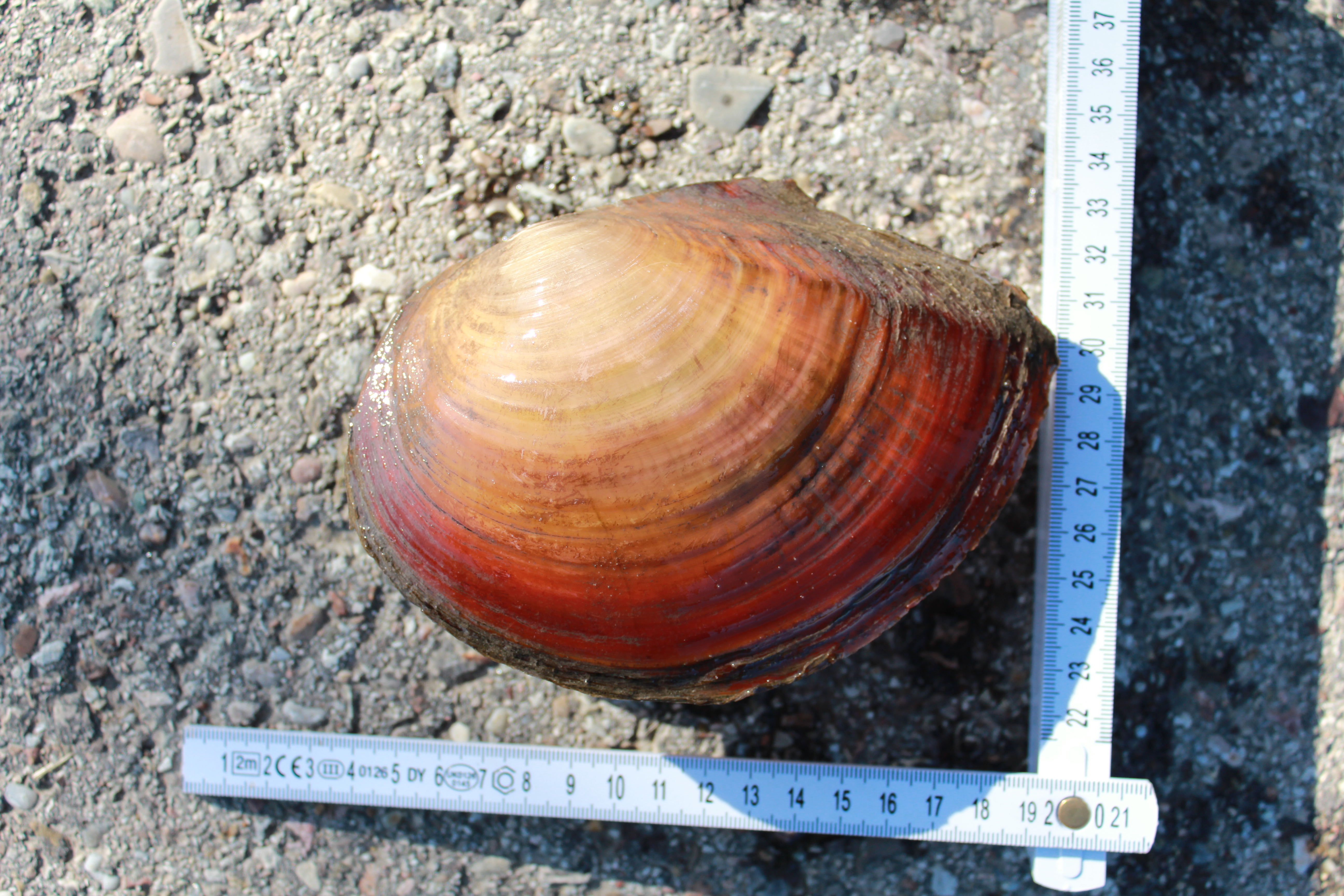
Měření škeblice pomocí skládacího metru

Lastura je široce oválného, takřka kulatého tvaru s výrazně vystouplými vrcholy. Stěna lastury je silná, povrch je pokryt hrubými valy. Zámkové zuby nejsou přítomny. Barva povrchu lastury se liší podle lokace, nejčastěji bývá černošedá s odstíny hnědé, zelené či tmavě fialové barvy. Vnitřní strana lastury je nápadně narůžovělá. Samčí a samičí lastury vypadají identicky. Délka schránky může dosáhnout až 25 cm, šířka se pohybuje kolem 12–20 cm, výška 3–4,5 cm. Škeblice může vážit až 1,5 kg. Glochidia škeblice tvoří dvě miniaturní trojúhelníkové lasturky se zaoblenými okraji o velikosti pouze 360–400 µm.
V českých vodách je možné škeblice asijské zaměnit za některé jiné škeble jako je škeble říční nebo škeble rybničná, od nichž lze škeblici asijskou rozlišit pomocí kulatějšího tvaru lastury s hrubými valy a s výrazně vystouplými vrcholy.

## Biologie

### Potrava
Živí se mikroskopickými řasami, zooplantkonem a bakteriemi, které filtruje při dně. V Číně se živí např. řasou Scenedesmus obliquus. Experimenty v Číně prokázaly, že škeblice se dokáže bez problémů živit i toxickou sinicí Microcystis aeruginosa, takže by ji patrně bylo možné využít pro kontrolu nebezpečných sinic rodu Microcystis. Dospělá škeblice dokáže přefiltrovat necelých 60 litrů vody denně.

### Reprodukční cyklus

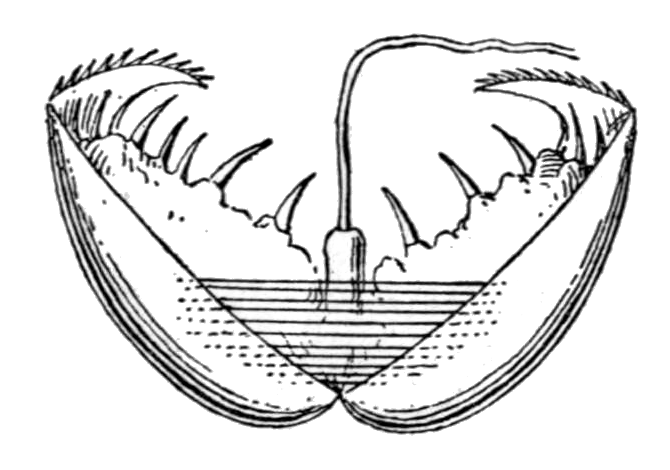
Náčrtek glochidie příbuzné škeble rybničné

Drtivá většina škeblic asijských je odděleného pohlaví, kolem 0,3 % populace je hermafroditní. Poměr samic k samcům je kolem 60:40. Zatímco samec disponuje vyvinutou gonádou po celý rok, tzn. je potenciálně připraven k rozmnožování v kteroukoliv část roku, samice vstupují do reprodukční připravenosti na jaře. Dá se tedy předpokládat, že dobu páření určuje samice. Jakmile dojde k vegetační sezóně (na jaře či počátkem léta), samec do vody začíná vypouštět spermie, které samice nasaje pomocí svého filtračního systému. K oplození vajíček tedy dochází vnitřně, konkrétně v suprabranchiální komoře (dutina nad žaberními lupeny), odkud jsou vajíčka přesunuta k žaberním lupenům (dýchací orgány). V žaberních lupenech vajíčka postupně zrají v malé larvy zvané glochidia. K produkci glochidií dochází během vegetační sezóny opakovaně.
Jakmile glochidia uzrají, samice je začne postupně po desetitisících vypouštět do vody (cca červen až září). Glochidia nedisponují žádným pohybovým orgánem a jen se volně vznášejí na hladině. Žijí pouze několik dní a pokud v této době nenajdou hostitele, hynou. Pokud dojde ke kontaktu s tkání hostitele (ryby), glochidia zaklapnou svou lasturku a zuby při jejích okrajích se zakousnou do hostitele, z jehož tkáně se kolem glochidií vytvoří cysta. I když nejčastěji dochází k přichycení na žábrách nebo ploutvích, glochidia se mohou přichytit i na ostatních částech ryby jako jsou ústa, nozdry nebo skřele. Glochidia uvnitř cysty parazitují na hostiteli po dobu 4–20 dní v závislosti na teplotě vody (v teplejších vodách rostou rychleji), načež dojde k prasknutí cysty, ze které vypadává juvenilní škeblice na dno vodního toku, kde se začíná živit řasami a bakteriemi.
Růst lastury je relativně rovnoměrný v rámci roku, avšak v letních měsících mezi červnem až říjnem se zpomaluje. S věkem roste čím dál pomaleji. Pohlavní dospělosti dosahuje již v druhém roce života při  velikosti lastury kolem 31–40 mm. Může se dožít až 15 let.

### Parazitismus

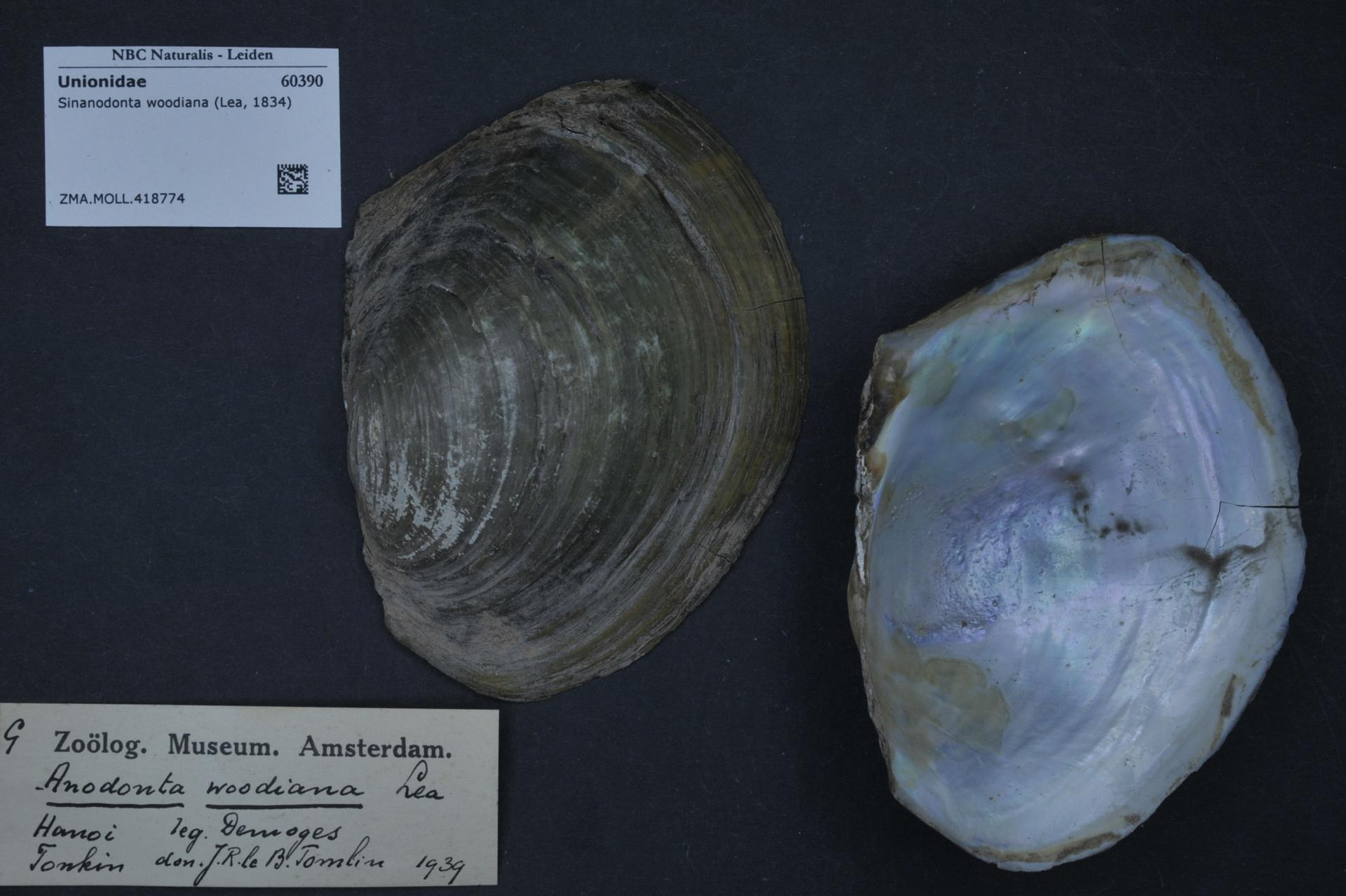
Lastura škeblice

Škeblice asijská je hostitelský generalista. Za hostitele tak může využívat širokou škálu ryb včetně v Česku se vyskytujících druhů jako je amur bílý, tolstolobik bílý, kapr obecný, parma obecná, hořavka hořká, jelec tloušť, hrouzek obecný, střevlička východní, karas stříbřitý nebo plotice obecná. Dá se tak předpokládat, že invaze druhu ve vodách střední a východní Evropy bude pokračovat i nabírat na intenzitě. Parazitické stadium negativně ovlivňuje hostitelský druh ryby. U infikovaných jelců tloušťů byla zaznamenána snížená tělesná kondice a u kapra obecného byla zase pozorována větší spotřeba energie oproti neinfikovaným kaprům.
Poměrně unikátní je vztah mezi škeblicemi asijskými a kaprovitými rybami hořavkami hořkými. Hořavky jsou známy tím, že parazitují na evropských populacích mlžů z čeledi velevrubovití, jelikož jikry hořavek tráví prvních 4–5 týdnů uvnitř mezižaberní dutiny velevrubovitých. Evropští mlži přitom neparazitují na hořavkách. Škeblice asijská na hořavkách nejenže parazituje, ale dokáže se i zbavit jiker hořavek ze své mezižaberní dutiny, takže v případě vytlačení místních druhů mlžů může být ohrožena populace hořavek, které tak přijdou o všechny vhodné hostitelské druhy.
Největší zaznamenaná hustota škeblic byla kolem 30 jedinců na 1 m² a 25 kg biomasy na jediném čtverečním metru.

## Rozšíření a populace

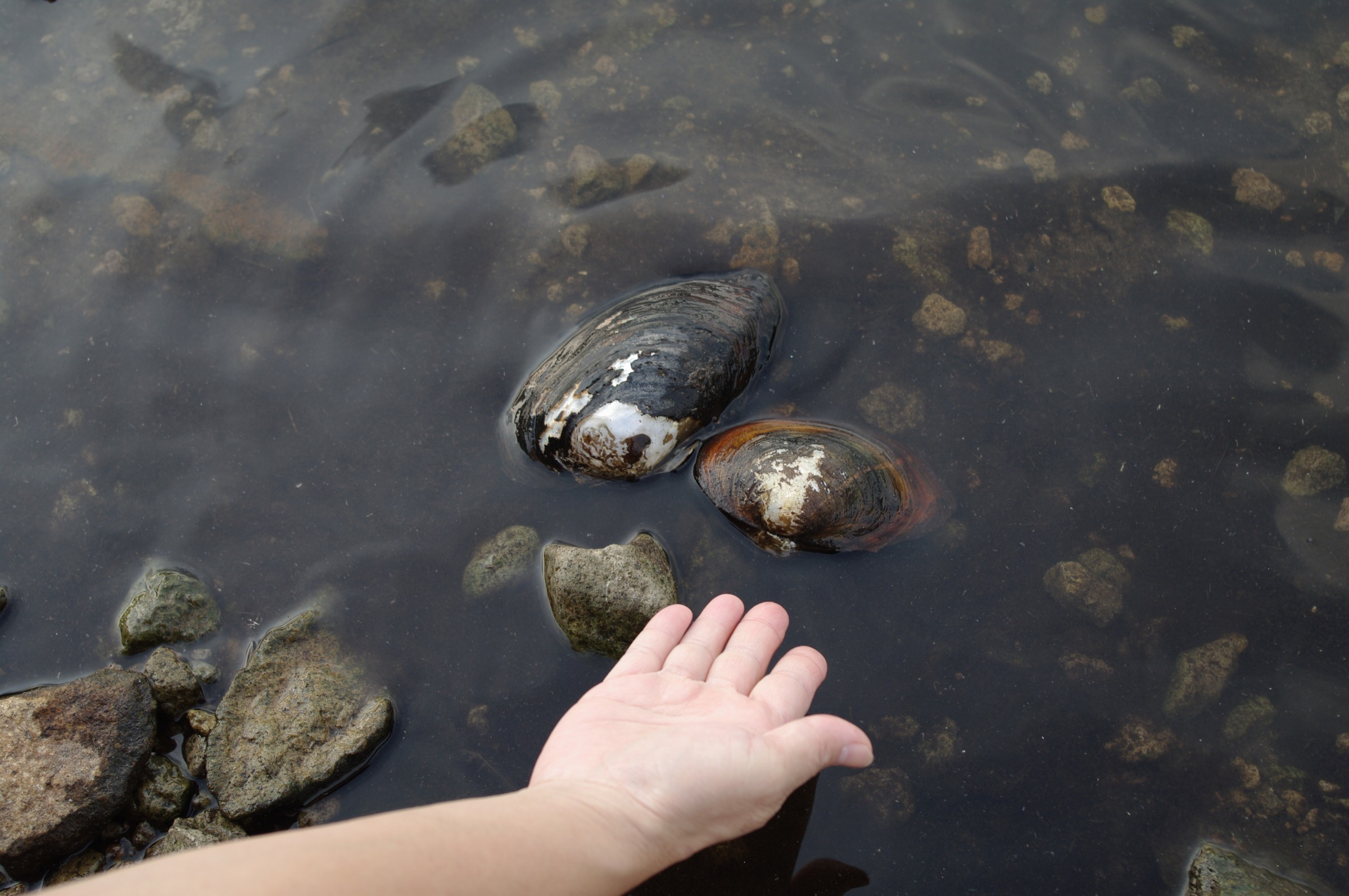
Škeblice v Japonsku v porovnání s lidskou rukou

### Přirozený výskyt a stanoviště
Škeblice asijská se přirozeně vyskytuje ve stojatých a tekoucích vodách mírného a subtropického pásu východní Asie. Těžiště výskytu se nachází v povodí řek Amur a Jang-c’-ťiang, kde se jedná o nejběžnější druh mlže. Přesná hranice přirozeného výskytu v jihovýchodní Asii je nejistá. Patrně se nativně vyskytuje ve Vietnamu a možná i v Kambodži, avšak thajská populace je patrně invazivního původu. Vedle přirozeného výskytu se škeblice ve východní Asii chová na maso.
Nativní populaci škeblic asijských nehrozí žádné akutní nebezpečí, nicméně v místech jejího přirozeného výskytu patrně dochází k lokálním úbytkům populace následkem urbanizace, degradace biotopů a lidských zásahů do vodních toků. I když dokáže přežít v široké škále biotopů, různých kvalitách vod o různých teplotách, preferuje teplé vody s měkkými substráty dna s dostatkem živin.

### Invazní rozšíření ve světě
Škeblice byla introdukována do řady nepůvodních oblastí, a to patrně ve stadiu glochidií přichycených na žábrách importovaných asijských ryb. Škeblice disponuje několika adaptivními charakteristikami, které z ní činí velmi úspěšného invazivního živočicha. Je to biotopový generalista, tzn. může obývat širokou škálu biotopů od stojatých rybníků přes vodní nádrže a jezera až po řeky a zavlažovací kanály. Nevadí jí ani znečištěné řeky nízké kvality. Ke svému vývoji může využívat širokou škálu hostitelských druhů. Růst škeblice je velmi rychlý, stejně jako její reprodukce. I když je škeblice primárně termofilní druh (tzn. vyhovují jí hlavně teplejší podmínky), v severním Polsku škeblice přežívají v dlouhodobě zaledněných rybnících. Zdokumentováno je přežití škeblic v rybníce zaledněném 104 dní s teplotami klesajícím při povrchu rybníka až k −31 °C. Na druhou stranu dokáže přežít ve vodách sahajícím k 38 °C.

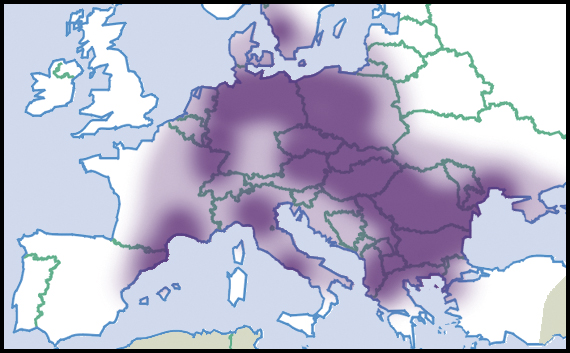
Přibližné rozšíření v Evropě k roku 2012

V rámci Evropy se škeblice dostala nejdříve do Rumunska počátkem 60. let 20. století, následovalo Maďarsko (1963–1965) a poté mj. Rakousko, Francie, Polsko, Nizozemí, Itálie, Německo, Srbsko nebo Ukrajina. Na Slovensku byla škeblice nalezena poprvé v roce 1990 poblíž Číčova v záplavové oblasti řeky Dunaj. Škeblice si na některých místech (např. na maďarských řekách Kriš a Tisa) již dokázala vydobýt dominantní postavení mezi sladkovodními mlži. V Evropě se jedná o vůbec nejrozšířenějšího introdukovaného mlže z řádu Unionida. Vedle Evropy byly škeblice zavlečeny i do jihovýchodní Asie (Indonésie, Filipíny, Malajsie, Singapur aj.), Střední Ameriky (Kostarika, Hispaniola, Dominikánská republika), asijské části Turecka, Iráku a Spojený států amerických. V USA došlo k zavlečení škeblice pouze do jednoho rybníka ve státě New Jersey a v roce 2019 patrně došlo k eradikaci těchto škeblic. V roce 2016 byla škeblice zdokumentována na ruské řece Jenisej, kde byly škeble objeveny v části řeky ohřívané teplým odtokem z tepelné elektrárny u Krasnojarsku.
Jak už bylo řečeno, škeblice asijská představuje druhový komplex, přičemž invazivní populace pochází ze dvou linií. Ta evropská pochází z povodí řeky Jang-c’-ťiang, odkud byly od roku 1958 importovány do Evropy asijské druhy ryb jako je tolstolobik bílý, amur bílý a tolstolobik pestrý. Tropické invazivní populace ze střední Ameriky a jihovýchodní Asie pocházejí patrně z tchajwanské linie.

### Výskyt v Česku

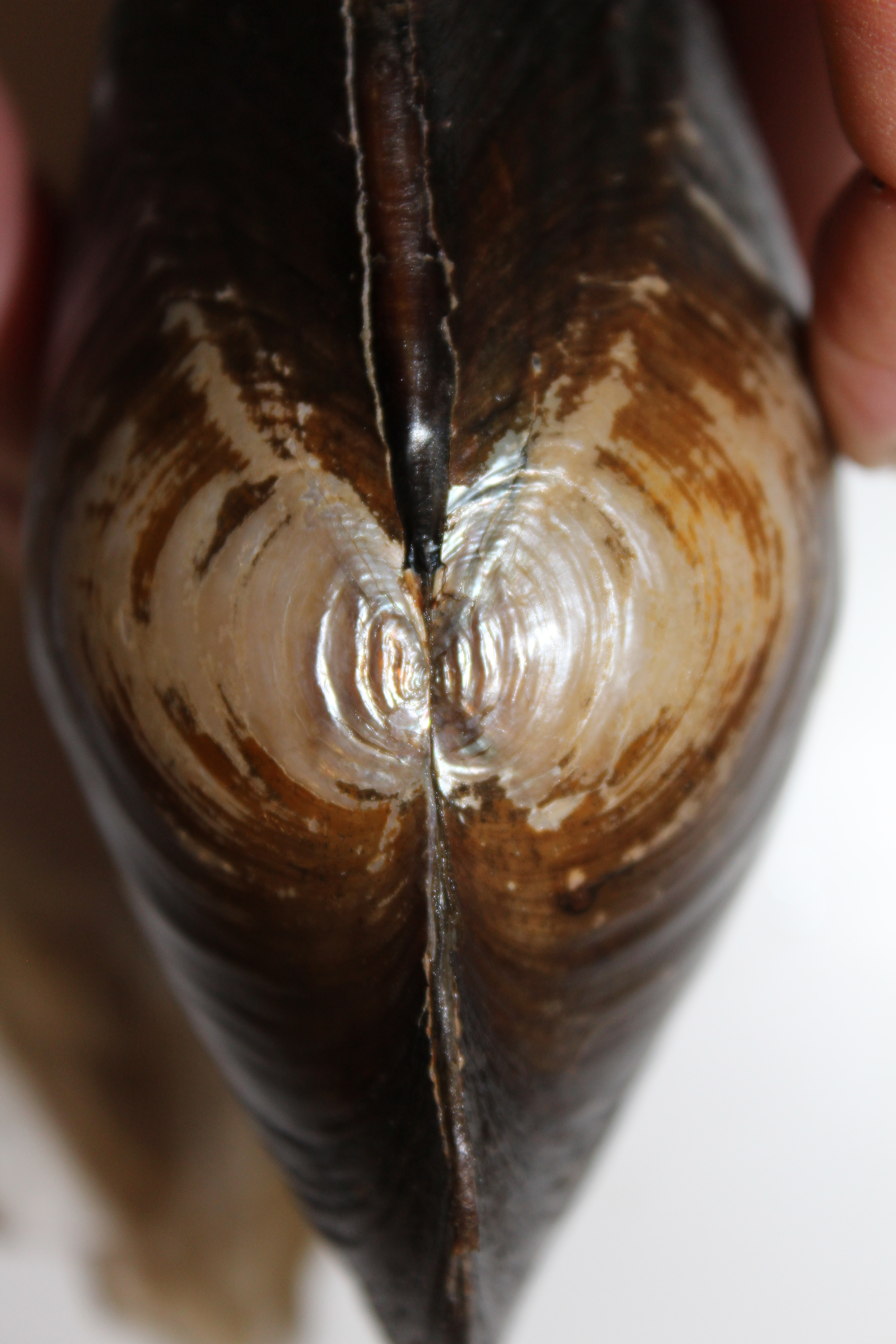
Detail vrcholů lastury

Škeblice asijská byla poprvé zaznamenána v Česku v roce 1996 u Břeclavi v meandrech řeky Dyje. Do Česka se škeblice dostala patrně ve stadiu glochidií přichycených na chovných rybách dovážených z Asie jako je amur bílý či tolstolobik asijský, kteří jsou do Česka dovážení již od 60. let 20. století. Následoval nález škeblic ve středočeském Žehuňském rybníku v roce 2001. Od té doby byla škeblice spatřena na řadě dalších míst v různých oblastech Čech a Moravy včetně např. Labe nebo povodí Odry (2014). Největší koncentrace škeblic se nachází ve střední a na jižní Moravě, tedy v nejteplejší oblastech Česka, což koresponduje s preferencí škeblic pro teplé klima.
V Česku škeblice obývá hlavně bahnité sedimenty rybníků, meandrů, pomalu tekoucích řek, vodních kanálů a údolních niv. Je velmi pravděpodobné, že v českých vodách škeblice konkurují původním českým vodním mlžům. K této kompetici patrně nedochází pouze mezi dospělci, ale už v larválním stadiu, jelikož i larvy potřebují tytéž hostitele.

## Invazivní povaha škeblic
Škeblice asijské mají přímý, negativní vliv na místní populace mlžů. Např. v některých vodních kanálech v severní Itálii škeblice asijská už takřka zcela nahradila místní nativní populace škeblí rybničných. Na Balatonu byly škeblice asijské poprvé zaznamenány v roce 2006. Při terénním výzkumu z roku 2011 bylo zjištěno, že škeblice asijské stihly negativně ovlivnit místní populace škeblí rybničních i škeblí říčních. V západních částech Balatonu škeblice asijské utvářely 50–80 % biomasy. V českém prostředí byl zjištěn negativní vliv glochidií škeblic asijských na glochidia škeblí říčních. U ryb infikovaných glochidii škeblic asijských dochází k výraznému snížení úspěšnosti vývoje glochidií škeblí říčních. Podobný efekt lze očekávat i u dalších nativních druhů škeblí.

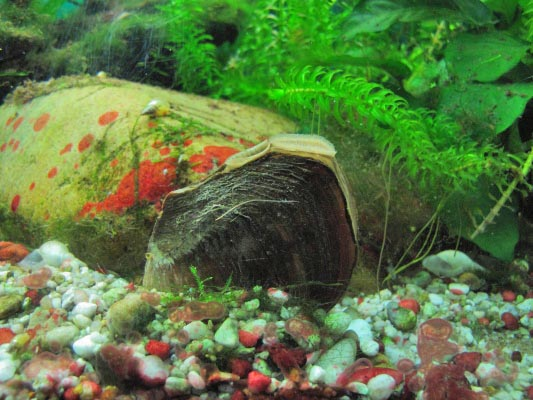
Škeblice pod vodou

Dalším potenciálně problematickým faktorem škeblic z hlediska vlivu na životní prostředí je jejich poměrně efektivní filtrace. Ta nemusí být problém v menších hustotách výskytu, avšak pokud invazivní populace dosáhne extrémních hodnot, může dojit ke změně celého vodního ekosystému. Průhlednější voda způsobuje hlubší průnik světla, čímž může dojít např. k růstu ponořených vyšších rostlin, nárůstu řas, snížení biochemické spotřeby kyslíku či ke snížení koncentrace fytoplanktonu, zooplanktonu a chlorofylu. Konkrétní dopady se budou nicméně lišit podle biotopu a jeho místních charakteristik.
Úplné vymýcení škeblic v pokročilé fázi invaze, jako je ta evropská, je fakticky nereálné, a tak se snahy ochranářů soustřeďují hlavně na prevenci a omezení dalšího šíření. K metodám omezení šíření patří např. sběr škeblic, nicméně hrozí nebezpečí záměny škeblic za lokální populace přirozeně se vyskytujících škeblí. Opatrnosti je potřeba hlavně při transferu ryb mezi povodími. Důležitá je též eliminace škeblic v odchovných zařízeních ryb nebo určení druhu při záchranných transferech jiných škeblí – typicky při vypuštění rybníka může dojít k záměně škeblice asijské za místní druh škeble, a škeblice asijská je v dobré víře „zachráněna“ tím, že je přenesena do jiné vodní nádrže. Dalším problém je, že škeblice asijská je běžně nabízena v obchodech jako „filtrátor“ zahradních jezírek. Hrozí tak, že dojde k úniku škeblic do volné přírody. Alternativou může být nahrazení těchto škeblic místními mlži, v Česku např. škeblí říční. Škeblice se nachází na černém seznamu invazních druhů Česka.
I přes částečná ochranná opatření se předpokládá další nárůst invazní populace, a to zejména v souvislosti s globálním oteplováním. Škeblicím více vyhovují teplejší vody, které naopak mohou znevýhodnit některé místní druhy z chladnějších oblastí, takže tlak škeblic na místní populace nadále poroste.